# 鳥居敏文
鳥居 敏文（とりい としふみ、1908年2月26日 - 2006年8月15日）は、日本の画家。独立美術協会会員。

## 人物
第9回独立展で独立美術協会賞、第13回独立展で岡田賞、第31回独立展で独立G賞を受賞。
社団法人日本美術家連盟委員、同連盟監事を歴任。「炭坑の家」（1956年）、「炭坑の町」（1959年）などがいわき市立美術館に所蔵されている。1992年2月〜3月の第45回日本アンデパンダン展（日本美術会主催）に出品された「迷路にて」は、日本共産党本部に所蔵されている。
2004年6月、窪島誠一郎、佐藤忠良、野見山暁治らとともに、『九条の会』アピールを広げる美術の会」（略称・九条美術の会）発起人となる。

## 経歴
- 1908年、新潟県村上市に生まれる[3]。。
- 1931年、東京外国語学校独語科卒業[3]。
- 1932年、ヨーロッパに渡る。パリ・アカデミー・グランドショーミエル、シャルル・ブラン教室で学ぶ[4]。
- 1935年、帰国[3]。
- 1937年、第7回独立展に出品、以後展覧会のたびに出品[3]。
- 1939年、第9回独立展で独立美術協会賞を受賞[3]。
- 1943年、第13回独立展で岡田賞を受賞[3]。
- 1946年、独立美術協会会員に推挙される。同年4月、日本美術会の結成に参加[3]。
- 1947年、日本美術会主催の第1回日本アンデパンダン展に出品[3]。
- 1952年、美術家懇話会（翌年美術家平和会議と改称）の結成に参加、平和美術展を開催。
- 1960年、アメリカ合衆国・サクラメント市のクロッカー美術館で開催された「独立6人展」に出品[4]。
- 1963年、第31回独立展で独立G賞を受賞[4]。
- 1964年、林武門下生によるグループ「欅会」を結成する[4]。
- 1967年、アメリカ合衆国カリフォルニア州サンノゼ市ロシクルーシャン美術館の｢日本現代作家招待展｣に出品。同年、具象画家の集まり「新具象研究会」を結成[3]。
- 1971年、社団法人日本美術家連盟委員に就任[3]。
- 1978年、日本美術家連盟監事就任[4]。
- 1979年、日本美術家連盟代表として韓国美術家協会の招きで韓国に親善訪問。
- 1981年、ソ連文化省招待によるソビエトスケッチ旅行に参加[3]。
- 1982年、モスクワとレニングラードで開催された「日本人画家によるソビエト風物展」に出品[3]。
- 1987年、新潟市美術館で「鳥居敏文展」が開催。
- 1989年、東京セントラル美術館で「鳥居敏文自選展」が開催[3]。
- 1991年、『鳥居敏文画集』（鳥居敏文画集刊行会）刊行。
- 1996年、練馬区立美術館で、｢ねりまの美術’96　楢原健三・鳥居敏文展｣が開催される[3]。
- 2002年7月12日、熊谷榧、滝平二郎、紺野修司、永井潔らとともに「『有事法制』に反対する美術家の声明」を発表[5]。
- 2004年6月、窪島誠一郎、佐藤忠良、野見山暁治らとともに、『九条の会』アピールを広げる美術の会」（略称・九条美術の会）発起人[6]。
- 2006年8月15日、死去[7]。

## 著書
- 『人物画入門』（保育社カラーブックス、1979年）
- 『鳥居敏文画集』（鳥居敏文画集刊行会、1991年）

## 挿画・装画を描いた出版物
- 『気象のはなし』（坪川光義、小峰書店、1941年）
- 『チュウリップのまち』（与田準一、国民図書刊行会、1949年）
- 『愛の学校. 1〜6年生』（塚原健二郎、東洋書館、1951年）
- 『四年生の世界童話』（浜田広介、金の星社、世界童話名作選、1953年）
- 『偉人の少年時代. 1〜6年生』（児童文学者協会、実業之日本社、1953年）
- 『おはなしどうぶつえん. 1年生』（関英雄、泰光堂、1954年）
- 『新日本少年少女文学全集』（田中豊太郎、ポプラ社、1957年）
- 『シューベルト』（久保喬、金の星社、1958年）
- 『グリム名作集2』（金の星社、1960年）
- 『家なき子』（マロー、あかね書房、世界児童文学全集、1960年）
- 『嵐が丘』（E.ブロンテ、金の星社、ジュニア版世界の文学、1960年）
- 『ガリバーのぼうけん』（小出正吾、金の星社、世界の幼年文庫、1970年）

## 紙芝居
- 『コウノトリになった王様』（教育画劇、世界名作童話紙芝居全集、 1953年）
- 『雪うさぎ』（日下喜美子、教育画劇、伝承童話紙芝居シリーズ、1955年）